# Pokój drezdeński
Pokój drezdeński – traktat podpisany 25 grudnia 1745 roku pomiędzy Austrią, Prusami i Saksonią, kończący II wojnę śląską i potwierdzający warunki pokoju wrocławskiego i berlińskiego.
W ramach traktatu pruski król Fryderyk II Wielki uznał Franciszka I jako cesarza rzymskiego, w zamian utrzymał kontrolę nad Śląskiem, który zdobył w wyniku I wojny śląskiej. Ponadto Saksonia wypłaciła Prusom milion talarów tytułem reparacji.